# دینامیت (ترانه بی‌تی‌اس)
«دینامیت» (به انگلیسی: Dynamite) ترانه‌ای ضبط‌شده توسط گروه پسرانه کره جنوبی، بی‌تی‌اس است که در ۲۱ اوت ۲۰۲۰ از طریق بیگ هیت و سونی میوزیک منتشر شد. این اولین ترانه بی‌تی‌اس است که به‌طور کامل به زبان انگلیسی ضبط شده‌است. این ترانه توسط دیوید استوارت و جسیکا آگومبار نوشته شده و توسط استوارت تهیه شده‌است. «دینامیت» یک ترانه با ضرب دیسکو-پاپ با عناصر فانک و سول است.
«دینامیت» در ۵ سپتامبر ۲۰۲۰ در رتبه ۱ ۱۰۰ آهنگ داغ بیلبورد در ایالات متحده قرار گرفت و به اولین تک‌آهنگ رتبه یک گروه در این کشور تبدیل شد. با انجام این کار، این گروه اولین اکت در کره جنوبی است که در رتبه یک فهرست ۱۰۰ آهنگ داغ بیلبورد ایالات متحده قرار می‌گیرد. همچنین این ترانه در هفته اول انتشار خود بیش از ۲۶۵٬۰۰۰ دانلود داشته‌است.

## موزیک ویدئو
قبل از انتشار موزیک ویدئو «دینامیت»، در ۱۸ اوت یک تیزر ویدئویی ۲۸ ثانیه ای در کانال رسمی یوتیوب بیگ هیت منتشر شد. در ۲۰ اوت، نیم ساعت قبل از انتشار موزیک ویدئو شمارش معکوس از ساعت ۱۱:۳۰ بعد از ظهر در کانال یوتیوب بیگ هیت آغاز شد. هنگامی که این ویدئو در ساعت ۱۲:۰۰ به نمایش درآمد، بیش از ۳ میلیون بیننده همزمان بدست آورد و از رکورد قبلی با ۱٫۶۶ میلیون در ماه ژوئن پیشی گرفت و یک رکورد جدید را برای بزرگترین نمایش زنده موزیک ویدئو روی پلت‌فرم‌ها به ثبت رساند. این موزیک ویدئو با کسب ۱۰۱٫۱ میلیون بیننده در ۲۴ ساعت انتشار خود، توانست رکورد بازدید در ۲۴ ساعت انتشار را به‌دست‌آورد. همچنین این موزیک ویدئو سریعترین ویدئویی است که از مرز ۲۰۰ میلیون بازدید عبور می‌کند و این کار را فقط در چهار روز و دوازده ساعت پس از انتشار انجام داد.
در ۱۲ آوریل ۲۰۲۱ در کمتر از هشت ماه، بازدید این ویدئو از مرز یک میلیارد گذشت.
الی بیت از بازفید این ترانه را «مفرح، گیرا، پر از رنگ‌های رنگین‌کمان و شیرینی» نامید و آن را «یک قطعهٔ دیسکوی شاد و هیجان‌انگیز غیرقابل انکار، با شعر و رقصی در احترام به اسطوره‌های موسیقی مانند رولینگ استونز ، مایکل جکسون و الویس پرسلی» توصیف کرد. 